# Província de Echigo
Echigo (越後国, Echigo no kuni) foi uma antiga província do centro-norte do Japão, na costa do Mar do Japão, norte do circuito Hokurikudō (北陸道) . Fazia fronteira com as províncias de Uzen, Iwashiro, Kōzuke, Shinano e Etchū. Hoje a área é parte da prefeitura de Niigata, que também inclui a ilha que era a antiga Província de Sado.

Mapa das províncias japonesas (1868) com a província de Echigo em destaque

Echigo foi estabelecida pela divisão da província de Koshi (越国 ou 古志国) no final do século VII, com os distritos de Iwafune e Nutari. Ocupava a parte nordeste da prefeitura de Niigata e foi uma das duas províncias que tinham fronteira com os Emishi (a outra era Mutsu). Echigo recebeu os quatro distritos de Kubiki, Koshi, Uonuma e Kanbara em 702. Quando o Japão estendeu seu território para o norte em 708, o Distrito de Dewa foi estabelecido abaixo de Echigo, sendo transformado na Província de Dewa em 712. Temporariamente a Província de Sado foi incorporada entre 743 e 752. Desde a divisão de Sado em 752, o território de Echigo nunca foi alterado.
Echigo foi governada por Uesugi Kenshin e seus herdeiros durante o Período Sengoku; depois passou a ser um domínio dos parentes Matsudaira de Tokugawa Ieyasu.

## Antigos distritos
- Distrito de Dewa (出羽郡, depois separado para formar a Província de Dewa)
- Distrito de Iwafune (岩船郡)
- Distrito de Kanbara (蒲原郡)
- Distrito de Kariwa (刈羽郡, outrora parte da Província de Etchū, Anteriormente Distrito de Mishima)
- Distrito de Koshi (古志郡, antes parte da Província de Etchū)
- Distrito de Kubiki (頸城郡, antes parte da Província de Etchū)
- Distrito de Nutari (沼垂郡, depois incorporado pelo Distrito de Kanbara)
- Distrito de Santo (三島郡, separado do Distrito de Koshi durante o Período Edo)
- Distrito de Uonuma (魚沼郡, antes parte da Província de Etchū)

## Echigo Gonsuke
Lista parcial de vice-governadores
- Koga Michihira (1221 - 1223)